# Нова Морава
Нова Морава (пол. Nowa Morawa, нім. Neu Mohrau) — село в Польщі, у гміні Строни-Шльонські Клодзького повіту Нижньосілезького воєводства.
Населення — 48 осіб (2011).

## Демографія
Демографічна структура станом на 31 березня 2011 року:
|          | Загалом | Допрацездатний вік | Працездатний вік | Постпрацездатний вік |
| -------- | ------- | ------------------ | ---------------- | -------------------- |
| Чоловіки | 25      | 3                  | 21               | 1                    |
| Жінки    | 23      | 2                  | 18               | 3                    |
| Разом    | 48      | 5                  | 39               | 4                    |